# 埃爾克里斯托 (阿瓜杜爾塞區)
埃爾克里斯托（西班牙語：El Cristo），是巴拿馬的城鎮，位於該國中部，由科克萊省的阿瓜杜爾塞區負責管轄，面積113平方公里，海拔高度37米，2010年人口4,017，人口密度每平方公里35.5人。